# Рад одељенских заједница
Васпитни рад у оквиру одељенске заједнице прожима целокупан рад школе и њен је основни задатак Васпитни рад није тако директан и очигледан за ученике као у одељенској заједници. Оне су окосница васпитања у школи,пошто се зна да су ученици више окренути разредном старешини, него другим наставницима. 
Раду одељенске заједнице прикључује се васпитни рад у свим наставним и ваннаставним активностима,што укључује и понашање васпитача који он чини свакодневно и на сваком месту у школи, одељенске заједнице још увек представљају место где се могу напустити сви остали садржаји у име оних који тог тренутка окупирају учeнике одређеног узраста. Потребан је и систематски планиран васпитни рад с децом, који се неће тицати само наставних садржаја. Отворен дијалог усмерен на ученичко „ја“, директни на оно што га тишти и што предсртавља његов и њихов главни проблем утом тренутку. Рад одељенских заједница неће бити од велике користи ако се слични васпитни поступци не протежу и на друге активности школе. 
Врло често смо сведоци не нарочито успелих импровизација наставника, у смислу неодговарајућих и сиромашних садржаја и облика рада који сусрете претварају у класичан час и чине га деци досадним. Рад одељенских заједница је замишљен као слободна активност ученика и разредног старешине, коју они заједнички и самостално трeба да креирају. Треба ближе и конкретније поставити циљеве и предложити могуће садржаје и облике рада. Циљ таквог оперативног плана и програма је у томе да подстакне идеје наставника, а не да их ораничи. Разлози за прављење оперативног програма рада одељенских заједница су у њеном великом васпитном значају, посебно када је у питању друштвено ангажовање деце.